# Drymode bridé
Drymodes superciliaris
Espèce
Statut de conservation UICN

 LC  : Préoccupation mineure
La Drymode bridé (Drymodes superciliaris) est une espèce de passereau.

## Répartition
Cet oiseau vit dans la péninsule du cap York.